# Michael Haydn
Michael Haydn (født 14. september 1737, død 10. august 1806) var en østrigsk komponist. Michael Haydn var bror til Joseph Haydn, og flere af hans symfonier står ikke tilbage for broderens tidlige år. Michael Haydn skrev mere end 40 symfonier, kammermusik, kantater, messer, duetter og sange.